# NGC 358
NGC 358 ist ein Asterismus von vier Sternen im Sternbild Kassiopeia.

## Einzelne Objekte
| Komponente                | Rektaszension | Deklination    | Helligkeit   | Referenz          |
| ------------------------- | ------------- | -------------- | ------------ | ----------------- |
| TYC 4021-519-1            | 01h 05m 03,5s | +62° 01′ 41.4″ | 11,2 mag     | - SIMBAD - VizieR |
| TYC 4201-575-1 CMC 600551 | 01h 05m 15,4s | +62° 01′ 37.1″ | ca. 11,8 mag | VizieR            |
| TYC 4201-649-1            | 01h 05m 05,7s | +62° 00′ 54.5″ | ca. 11,6 mag | VizieR            |
| USNO-A2.0 1500-01120974   | 01h 05m 19s   | +62° 00′ 57″   | ca. 12,5 mag | VizieR USNO-A2.0  |

Der Asterismus wurde am 4. Februar 1865 von dem deutsch-dänischen Astronomen Heinrich Louis d’Arrest entdeckt.